# (37566) 1989 GY1
1989 GY1 (asteroide 37566) é um asteroide da cintura principal. Possui uma excentricidade de 0.16816290 e uma inclinação de 9.22445º.
Este asteroide foi descoberto no dia 3 de abril de 1989 por Eric Walter Elst em La Silla.